# Fussball Club Concordia Basel 94
Il Football Club Concordia Basilea (ufficialmente, in tedesco Fussball Club Concordia Basel 94) è una società calcistica svizzera con sede nella città di Basilea. La sua fondazione risale al 1º luglio 1907. Milita nella 1ª Lega, la quarta divisione del campionato svizzero. È anche chiamato "il fratello minore" del Basilea. Il Concordia Basilea gioca nello stadio Rankhof.

## Cronologia
- 1909-11: in serie B.
- 1911: campione svizzero di serie B*. Promosso in serie A.
- 1921: retrocesso in serie B.
- 1922: campione svizzero di serie B*. Promosso in serie A.
- 1931: retrocesso in serie B.
- 1932: campione svizzero di serie B*. Promosso in serie A che viene rinominata Lega Nazionale A.
- 1935: retrocesso nella Lega Nazionale B. Dopo la stagione 1934/35 l'FC Concordia Basilea è retrocesso nella 1. Lega (terza serie).
- 1950: promosso nella Lega Nazionale B.
- 1956: retrocesso nella 1. Lega.
- 1957: campione svizzero della 1. Lega. Promosso nella Lega Nazionale B.
- 1959: retrocesso nella 1. Lega.
- 1979: retrocesso nella 2. Lega (quarta serie).
- 1982: promosso nella 1. Lega.
- 2001-02 - 2013-14: l'FC Concordia Basilea milita nella Challenge League (che ha sostituito la Lega nazionale B).
- 2014-oggi: 1ª Lega

### Cronistoria
- 1907 - 1909: ?
- 1909 - 1911: Divisione Nazionale B
- 1911 - 1921: Divisione Nazionale A
- 1921 - 1922: Divisione Nazionale B
- 1922 - 1931: Divisione Nazionale A
- 1931 - 1932: Divisione Nazionale B
- 1932 – 1935: Divisione Nazionale A
- 1935 - : Divisione Nazionale B
- - 1950: Prima Lega
- 1950 - 1956: Divisione Nazionale B
- 1956 - 1957: Prima Lega
- 1957 - 1959: Divisione Nazionale B
- 1959 - 1979: Prima Lega
- 1979 - 1982: Seconda Lega
- 1982 - 2001: Prima Lega
- 2001 - 2014: Divisione Nazionale B
- 2014 - oggi: 1ª Lega

(Legenda: Divisione Nazionale A = 1º livello / Divisione Nazionale B = 2º livello / Prima Lega = 3º livello / Seconda Lega = 4º livello / Terza Lega = 5º livello / Quarta Lega = 6º livello / Quinta Lega = 7º livello / Sesta Lega = 8º livello)

## Stadio
Il FC Concordia gioca le partite casalinghe allo stadio del Rankhof, ha una capienza di 7'600 spettatori (1'000 seduti e 6'600 in piedi). Le dimensioni sono 105 m per 68 m.

## Palmarès

### Competizioni nazionali
- Serie B (Svizzera): 1

1921-1922
- Och Cup: 1

1922
- Serie Promozione: 1

1922-1923 (gruppo centrale 2)
- 1ª Lega: 3

1931-1932 (gruppo ovest), 1956-1957, 2000-2001

### Altri piazzamenti
- Coppa Svizzera:

Semifinalista: 1928-1929
- Challenge League:

Secondo posto: 1937-1938 (girone est), 1938-1939 (girone est), 1944-1945 (girone centro)
Terzo posto: 1939-1940 (Terzo girone)
- Och Cup:

Finalista: 1925